# Alessandro Malaspina

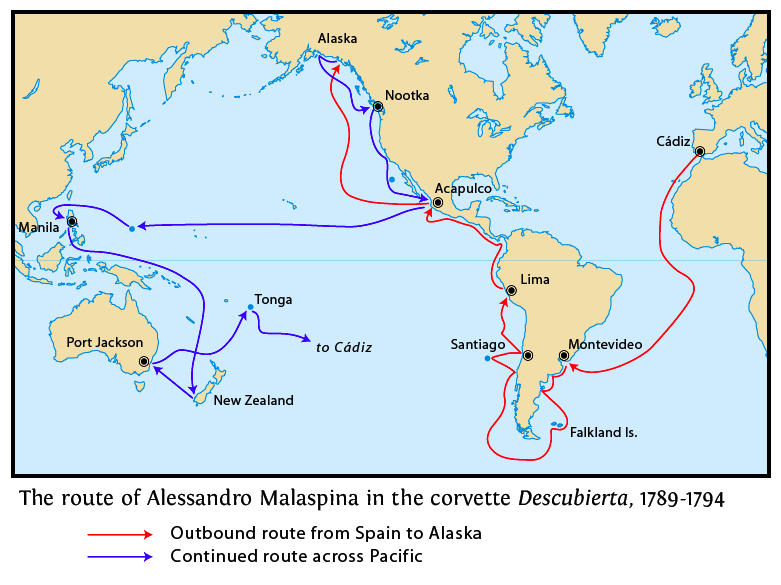
Mapa Malaspinovy expedice

Alessandro Malaspina di Mulazzo (5. listopadu 1754 Mulazzo – 9. dubna 1810 Pontremoli) byl italský šlechtic a mořeplavec. Pro své působení ve španělských službách známý také jako Alejandro Malaspina.

## Život
Pocházel ze šlechtického rodu Malaspinů, vystudoval římské Collegio Clementino a vstoupil do řádu Maltézských rytířů. Od roku 1774 byl důstojníkem španělského námořnictva, zúčastnil se dobývání Melilly a Gibraltaru, podnikl dvě cesty na Filipíny a v letech 1786 až 1788 obeplul zeměkouli na lodi Astrea.
V roce 1788 navrhl chilský guvernér Ambrosio O'Higgins, že by Španělsko mělo vyslat do oblasti Tichého oceánu podobnou výzkumnou výpravu, jaké vedli Angličan James Cook a Francouz Jean-François de La Pérouse. Malaspina plán podpořil a byl spolu s Josém de Bustamante pověřen vedením expedice, která vyplula na lodích Descubierta a Atrevida dne 30. července 1789 z Cádizu. Přes Montevideo a Falklandy dopluli do Valparaísa, kde se k výpravě přidal český botanik Tadeáš Haenke. Během plavby na sever Malaspinova expedice mapovala americké pobřeží a dorazila až na Aljašku, kde hledala Severozápadní průjezd. Roku 1792 Malaspina zakotvil v Acapulcu, odkud se vydal přes Pacifik a navštívil Guam, Filipíny, Austrálii, Nový Zéland a Tongu, pak se vrátil okolo mysu Horn do Cádizu, kde přistál 21. září 1794.
V době Malaspinova návratu vládly u španělského dvora velké obavy z šíření vlivu Velké francouzské revoluce. Malaspina proto za své kritické připomínky ke způsobu, jakým Španělsko spravuje své zámořské državy, upadl do nemilosti a o materiál sesbíraný jeho expedicí neměla oficiální místa zájem. V roce 1796 byl Malaspina obviněn ze spiknutí proti předsedovi vlády Manuelu Godoyovi a uvězněn, po propuštění v roce 1802 byl doživotně vypovězen ze země. Usadil se v Pontremoli a po zbytek života působil jako vysoký státní úředník Etrurského království.
Po Malaspinovi je pojmenován ledovec na Aljašce, poloostrov v Britské Kolumbii; Vancouver Island University původně nesla název Malaspina College.